# Biały Dwór (Orneta)
Biały Dwór (deutsch Karlshof) ist ein Ort in der polnischen Woiwodschaft Ermland-Masuren. Er gehört zur Stadt-und-Land-Gemeinde Orneta (Wormditt) im Powiat Lidzbarski (Kreis Heilsberg).

## Geographische Lage
Biały Dwór liegt im Nordwesten der Woiwodschaft Ermland-Masuren, 38 Kilometer südöstlich der früheren Kreisstadt Braunsberg (polnisch Braniewo) bzw. 26 Kilometer westlich der heutigen Kreismetropole Lidzbark Warmiński (deutsch Heilsberg).

## Geschichte
Der kleine Gutsort, bis zum 24. Dezember 1858 Abbau Rehbach, danach Carlshof (ab etwa 1900: Karlshof) genannt, war bis 1945 ein Wohnplatz in der Stadt Wormditt (polnisch Orneta) im ostpreußischen Kreis Braunsberg. Im Jahre 1905 zählte Karlshof 43 Einwohner.
Aufgrund der Abtretung des gesamten südlichen Ostpreußen 1945 in Kriegsfolge an Polen, erhielt Karlshof die polnische Namensform „Biały Dwór“. Heute gehört er nicht mehr zur Stadt Orneta (Wormditt), sondern ist als Osada (= „Siedlung“) in die Gmina Orneta (Stadt-und-Land-Gemeinde Wormditt) im Powiat Lidzbarski (Kreis Heilsberg) eingegliedert, von 1975 bis 1998 der Woiwodschaft Elbląg, seither der Woiwodschaft Ermland-Masuren zugehörig.

## Religion
Seitens der römisch-katholischen Kirche gehört Biały Dwór heute wie Karlshof vor 1945 zur Pfarrei Orneta (Wormditt), jetzt im Erzbistum Ermland gelegen. Evangelischerseits war Karlshof bis 1945 ebenfalls nach Wormditt in die dortige Pfarrkirche in der Kirchenprovinz Ostpreußen der Kirche der Altpreußischen Union eingegliedert, wohingegen Biały Dwór heute aber der Diözese Masuren der Evangelisch-Augsburgischen Kirche in Polen zugeordnet ist.

## Verkehr
Biały Dwór ist über eine Verbindungsstraße von Orneta aus über Opin (Open) zu erreichen. Die nächste Bahnstation ist der Stadtbahnhof Orneta an der Bahnstrecke Olsztyn Gutkowo–Braniewo.